# Mauser 98k
Mauser 98k (Маузер 98k) — магазинная винтовка (в немецких источниках: Karabiner 98k, Kar98k или K98k), официально принятая на вооружение в 1935 году. Являлась основным и наиболее массовым стрелковым оружием вермахта во время Второй мировой войны. Конструктивно является укороченной и незначительно изменённой модификацией винтовки Mauser 98.

## История

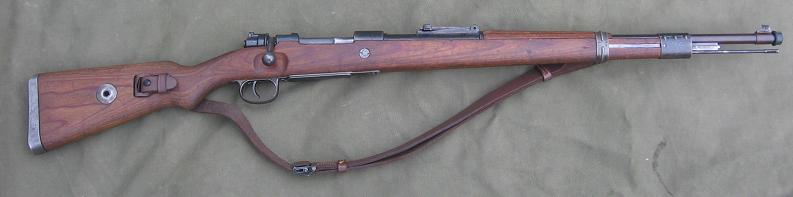
Mauser 98k относительно позднего выпуска. Затыльник приклада — глубокий штампованный, переднее ложевое кольцо — штампованное.

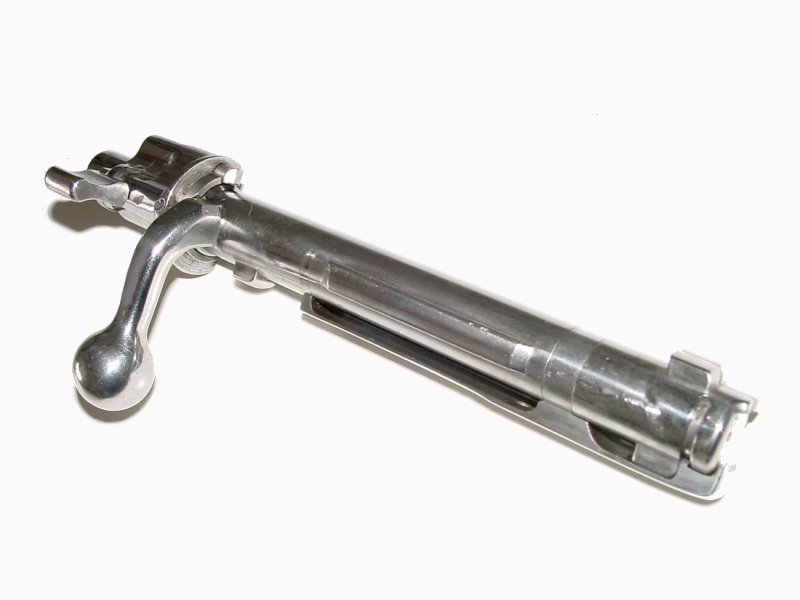
Продольно-скользящий затвор Маузера.

Буква «k» в конце названия — сокращение от немецкого слова «Kurz» — «короткий».
Винтовка Mauser 98k выпускалась вплоть до 1945 года, было выпущено более 14 млн экземпляров.
После Второй мировой войны винтовка Mauser 98k находилась на вооружении во многих странах мира, в том числе в ГДР и ФРГ. По состоянию на 1995 год винтовка Mauser 98k продолжала использоваться почётными караулами бундесвера.
В 1998 году, в честь 100-летнего юбилея создания Mauser 98, компанией Mauser была выпущена партия из 1998 винтовок — точных копий Mauser 98k времён нацистской Германии.

## Производители
Mauser 98k выпускался следующими предприятиями:
- Mauser Werke A.G., завод в городе Оберндорф-на-Неккаре[4];
- Mauser Werke A.G., завод в Борзигвальде, пригороде Берлина[5];
- J.P. Sauer und Sohn Gewehrfabrik, завод в городе Зуль[6];
- Erfurter Maschinenfabrik (ERMA)[англ.], завод в городе Эрфурт[7];
- Berlin-Lübecker Maschinenfabrik, завод в городе Любек[8];
- Berlin-Suhler-Waffen und Fahrzuegerke[9];
- Gustloff Werke, завод в городе Веймар[10];
- Steyr-Daimler-Puch A.G., завод в городе Штайр (Австрия)[11];
- Steyr-Daimler-Puch A.G., цеха в концентрационном лагере Маутхаузен (Австрия);
- Waffen Werke Brunn A.G., завод в городе Поважска Бистрица (Словакия)[12].

## Конструкция и принцип действия
Конструкция Mauser 98k в целом аналогична конструкции Mauser 98. К основным особенностям Mauser 98k относятся:
- более короткий ствол (600 мм вместо 740 мм у Mauser 98);Разобранная ствольная коробка винтовки Mauser 98k

- загнутая вниз рукоятка затвора;

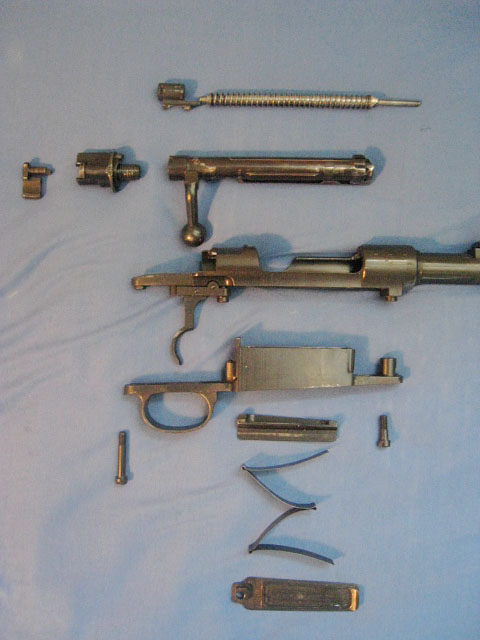
Разобранная ствольная коробка винтовки Mauser 98k

- незначительно уменьшенная длина ложи и наличие в ней выемки под рукоятку затвора;
- металлический диск в сквозном отверстии приклада (люверс), используемый как упор при разборке затвора;
- «кавалерийское» крепление ремня (вместо «пехотных» антабок у Mauser 98) — передняя антабка объединена в одну деталь с задним ложевым кольцом, а вместо задней антабки — сквозная прорезь в прикладе;
- у винтовки Mauser 98 обойму после снаряжения магазина патронами необходимо извлекать вручную, у Mauser 98k обойма выбрасывалась при движении затвора;
- изменено устройство подавателя — по израсходовании патронов из магазина он не давал возможности затвору закрыться.

Винтовки Mauser 98k комплектовались стандартными штыками SG 84/98, существенно более короткими и лёгкими, чем штыки, предусмотренные для Mauser 98. Такой штык имел клинок длиной 25 см при общей длине 38,5 см. Массированные штыковые бои были нехарактерны для Второй мировой, поэтому в целях экономии с конца 1944 г. винтовки перестали комплектоваться штык-ножами, на них даже отсутствовали крепление для штыка и шомпол. Кроме стандартного штыка на вооружение была принята модель SG 42, хотя в серию она не вошла. SG 42 имел длину 30 см при длине клинка 17,6 см.
Винтовки Mauser 98k комплектовались очень короткими шомполами (известны штатные шомполы длиной 25 см и 35 см) — для того, чтобы прочистить канал ствола, необходимо было свинтить вместе два шомпола.
В качестве снайперских использовались стандартные винтовки, из партии отбирались экземпляры, дающие максимальную кучность. Для стрельбы использовались патроны SmE (Spitzgeschoss mit Eisenkern — остроконечная пуля со стальным сердечником).

## Дополнительные приспособления
Во время Второй мировой войны для винтовки Mauser 98k были приняты на вооружение дульный гранатомёт и криволинейные насадки (гладкоствольные), дающие возможность вести стрельбу из-за укрытия (из-за угла и т. п.).

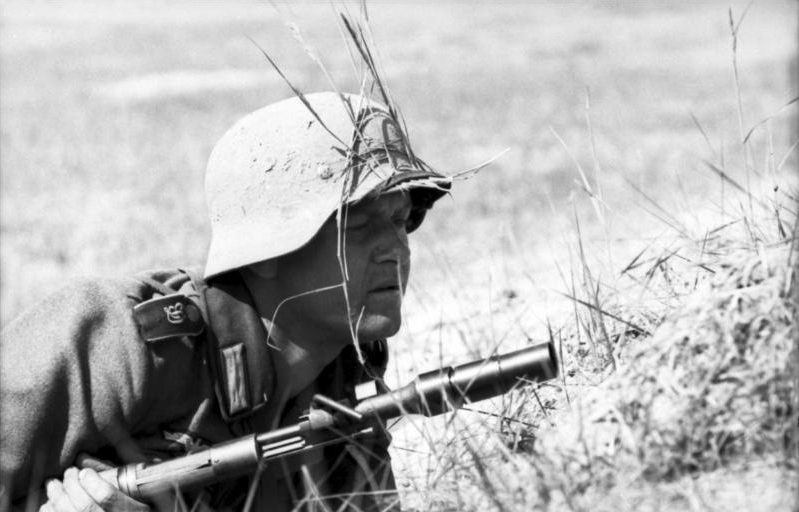
Дульный гранатомёт 1943 год

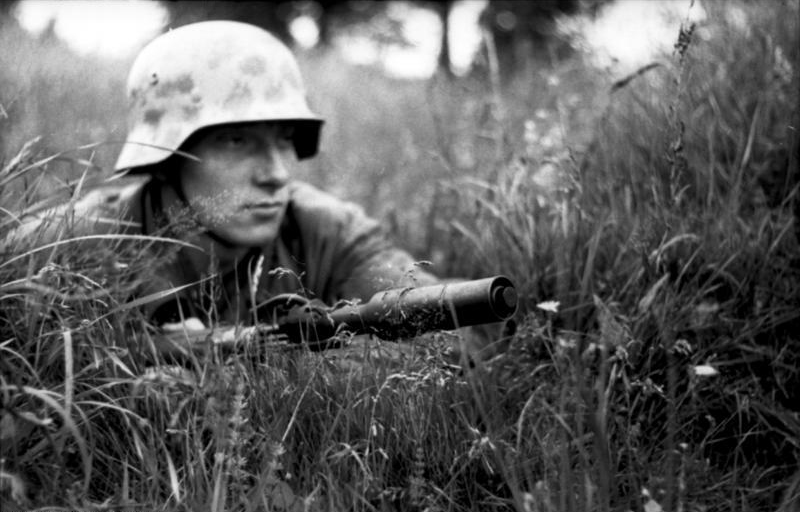
Дульный гранатомёт 1944 год

Стандартный ружейный гранатомёт Gewehrgranat Gerät 42 крепился к стволу с помощью раскладывающегося хомута. Максимальная дальность стрельбы до 250 м. Для гранатомёта имелось примерно 7 разновидностей гранат.
Ствольный противотанковый гранатомёт GG/P40 (Gewehrgranatgerät zur Panzerbekaempfung 40) разработан специально для парашютистов. Он был легче и меньше стандартного GG 42, выпускался небольшой партией, крепился к винтовке как штык, предназначался для борьбы с бронетехникой противника.
Krummlauf — приспособление для стрельбы из-за укрытия, способное поворачивать ход пули на 30 градусов. Его крепили к стволу винтовки с помощью того же механизма, что и ствольный гранатомёт. Разработано в 1943 г., после изготовления нескольких прототипов, основной упор в работе над искривлением ствола был перенесён на штурмовые винтовки.
Winterabzug — устройство для стрельбы из винтовки зимой. Разработано в 1942 г., официально принято на вооружение в 1944 г. Зимний спуск состоял из овального жестяного контейнера с рычагом внутри и расположенного сбоку внешнего спускового крючка. Контейнер надевался на предохранительную скобу спускового крючка. Поворачивая наружный спусковой крючок назад, стрелок осуществлял спуск. Неизвестно, сколько таких устройств было изготовлено, но его широко применяли снайперы, поскольку оно позволяло стрелять зимой, не снимая рукавиц.
Известны два глушителя для Kar.98k: один длиной 25,5 см со спиралевидной поверхностью, другой — длиной 23 см. Они надевались на ствол с помощью хомута, похожего на крепление ствольного гранатомёта. Применялись дозвуковые патроны. Более подробной информации нет.

### Телескопические прицелы
Первым типом телескопического прицела, официально принятым на вооружение немецкой армии, был ZF 39 (Zielfernrohr 1939). Иначе этот прицел именовали Zielvier («четырёхкратник»), это название применяли и к другим прицелам, обеспечивающим четырёхкратное увеличение. В 1940 г. прицел получил стандартную градуировку на расстояние до 1200 м. Он устанавливался над затвором, в ходе войны конструкцию крепления неоднократно совершенствовали.
В июле 1941 г. был принят на вооружение ещё один прицел — ZF 41 (Zielfernrohr 41), также известный как ZF 40 и ZF 41/1. Винтовки Kar.98k, оснащённые ZF 41, начали поступать в войска с конца 1941 г. При длине 13 см он обеспечивал только полуторакратное увеличение, крепился на левой стороне целика, благодаря чему не мешал заряжать магазин из обоймы. Из-за полуторакратного увеличения этот прицел можно было использовать лишь для стрельбы на средние дистанции. Винтовка с таким прицелом позиционировалась как винтовка для стрельбы повышенной точности, а не как снайперская. В начале 1944 г. со многих винтовок прицелы ZF 41 снимались, но выпуск ZF-41/1 продолжался вплоть до конца войны. По современным критериям, такие прицелы ближе к коллиматорным, их применение обусловлено планом блицкрига, по которому не планировалась окопная война.
После краха концепции молниеносной войны на вооружение под индексом ZF-42 были приняты различные коммерческие прицелы с кратностью от 4X до 6X, слабо подходившие для армейской службы.
В 1943 году появился дешёвый и надёжный телескопический прицел ZF 4 (или ZF 43, ZFK 43 и ZFK 43/1) кратностью 4X, спроектированный под влиянием советского прицела ПУ. Он предназначался для самозарядной винтовки G43, но наладить выпуск G43 в достаточном количестве не удалось и прицел пришлось приспосабливать к винтовке Kar.98k. Прицел ставился над затвором на стреловидном креплении, принятом за несколько месяцев до конца войны и выпускавшемся ограниченной серией.
Существовали и другие типы прицелов. Например, прицел Opticotechna. Четырёхкратные телескопические прицелы Dialytan и Hensoldt & Soehne. Редкий шестикратный телескопический прицел Carl Zeiss Jena Zielsechs.
По очень грубой оценке телескопическими прицелами было оснащено около 200000 винтовок Kar.98k. Примерно половина этого количества приходится на прицел ZF 41, а другая половина на прицелы остальных типов.

## Volkssturmkarabiner 98 (VK.98)
В дословном переводе с немецкого — «карабин фольксштурма». Также известен под обозначением Volksgewehr 5 (VG.5). Является сильно упрощённой версией Mauser 98k. Выпускался компанией Steyr в конце Второй мировой войны, как в однозарядном, так и в магазином варианте.
В конце Второй мировой войны другими немецкими производителями выпускались карабины Volksgewehr 1 (VK.1) и Volksgewehr 2 (VK.2), которые, несмотря на схожесть названий, имеют существенные отличия от Volksgewehr 98.

## Послевоенное производство
В 1950—1965 годах в Югославии на заводе компании «Застава Оружие» в городе Крагуевац (ныне — Сербия) выпускалась винтовка M48, конструктивно усовершенствованный вариант Mauser 98k.
Винтовка M48 имела модификации M48A, M48B, M48BO. До настоящего времени (2021 год) компанией Застава Оружие выпускается модификация винтовки M48 — спортивная винтовка M48/63 (под патрон 7,92×57 мм).
Кроме того, вплоть до настоящего времени (2012 год), компанией Застава Оружие выпускается спортивная винтовка M98, использующая затвор, конструктивно близкий к затвору Mauser 98 (выпускается в разных калибрах).
Помимо Югославии, винтовки этого типа также производились во Франции, Турции, Чехословакии, Индии, Норвегии и Израиле. Суммарный выпуск «послевоенных» Маузеров превысил 5 млн единиц.

## Охотничьи варианты в России
Винтовка Mauser 98k в России находится в гражданском обороте как охотничье нарезное оружие. При этом, в гражданском обороте, у винтовки Mauser 98k имеется несколько вариантов официального названия:
- КО-98М1 (Тульский оружейный завод)[19] — винтовка Mauser 98k под оригинальный патрон 7,92×57 мм;
- ОЦ-63 (ЦКИБ) — винтовка Mauser 98k под оригинальный патрон 7,92×57 мм;
- КО-98 — винтовка Mauser 98k, перестроенная под патрон .308 Win (7,62×51 мм)[20];
- ВПО-115 (Вятско-Полянский машиностроительный завод «Молот») — винтовка Mauser 98k, перестволенная под патрон .30-06 Springfield (7,62×63 мм).
- ВПО-116М (Вятско-Полянский машиностроительный завод «Молот») — винтовка Mauser 98k, перестволенная под патрон .243 Winchester (6,2×52 мм).
- 98к — (Вятско-Полянский машиностроительный завод «Молот») — винтовка Mauser 98k, калибра 8х57 JS (выпускалась под данным обозначением в 2004—2005 годах).

Также, после окончания Второй мировой войны на Ижевском механическом заводе выпускался гладкоствольный охотничий вариант Mauser 98k под патрон 32 калибра.

## Страны-эксплуатанты Mauser 98k
- Германия — страна производитель[22]
- Германская Демократическая Республика[23]
- Дания[23]
- Израиль[23]
- Индонезия[24]: Индонезийцы использовали захваченные у голландских войск K 98k в ходе войны за независимость Индонезии.
- Китайская Народная Республика[23]
- Китайская республика[25]
- Люксембург — при воссоздании весной 1945 года вооружённых сил Люксембурга рота гвардии великого герцога изначально была вооружена немецкими K98k, но в том же году она была перевооружена канадскими и английскими винтовками[26]
- Малайзия
- Нидерланды Использовались после завершения Второй мировой войны
- Норвегия[27]: после войны огромная партия досталась в качестве трофеев, на основе винтовки были разработаны модификации Kongsberg M59[англ.] и Kongsberg M67[англ.]
- Пакистан (после 1945 года)
- Польша
- Португалия[28]
- Сан-Марино
- Сербия[29]
- Словакия[30]
- США трофейные винтовки.
- СССР трофейные винтовки.
- Турция[24]
- Федеративная республика Германия[23] — помимо использования в государственных структурах ФРГ, после 10 июня 1950 года были разрешены в качестве спортивного оружия; в 1968 году был принят новый закон о оружии, устанавливавший общие принципы оборота огнестрельного оружия на территории страны — в соответствии с которым винтовки Mauser 98k (со снятым креплением для штыка) были разрешены к приобретению в качестве гражданского оружия[31]
- Финляндия (Покупали у немцев. В основном использовался вместе с пусковой установкой гранат для винтовки)
- Франция[23]
- Хорватия[29]
- Чехословакия (после 1945 года)[23]
- Швеция. В 1939 году Швеция получила 5 000 винтовок Kar 98k[32]
- Эфиопия. Во время второй Итало-эфиопской войны, Нацистская Германия поставила несколько тысяч новых винтовок Kar 98k эфиопским вооруженным силам, позднее после Второй мировой войны Эфиопия получит от Чехословакии ещё одну партию винтовок Kar 98k. Помимо этого эфиопские патриоты применяли и захваченные винтовки в борьбе за освобождение Эфиопии в 1941 году.[33]
- Югославия[23]
- Различные формирования по всему миру.

### Негосударственные участники
- Корейская Армия Освобождения (группа партизанских формирований, сражавшихся за независимость Кореи во времена японской оккупации)[23]